# Šentjur

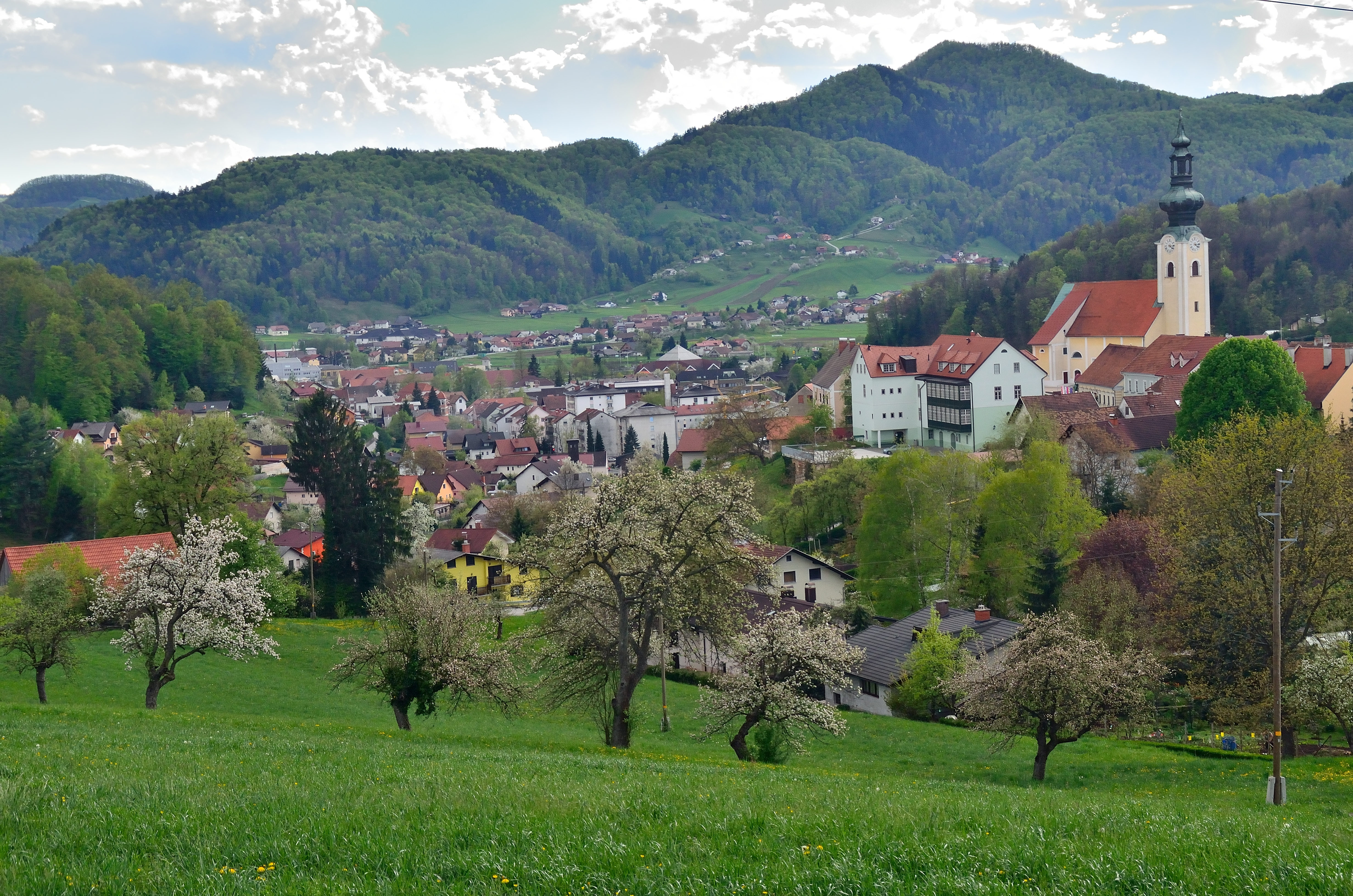
Stadt Šentjur

Die Stadt Šentjur (deutsch: Sankt Georgen bei Cilli) ist der namensgebenden Hauptort der aus 108 Ortschaften und Siedlungen bestehenden Gemeinde Šentjur in der historischen Landschaft Spodnja Štajerska (Untersteiermark), Region Savinjska in Slowenien. Die Kleinstadt liegt im Südosten von Celje am Flüsschen Voglajna (deutsch: Wogleina). 
Die Stadt selbst besteht aus zwei miteinander verbundenen Teilen: Zgornji trg, dem alten mittelalterlichen Kern, und Spodnji trg, der nach 1846 entstand, als die Südbahn durch Šentjur geführt wurde und Šentjur seinen Bahnhof erhielt. 

## Geschichte
Der Ort wurde 1340 erstmals schriftlich erwähnt. Der Ortsname wurde 1952 von Sveti Jurij pri Celju in Šentjur pri Celju in 1952 und im Jahr 1990 in Šentjur geändert.

## Sehenswürdigkeiten
- Obermarkt (Zgornji trg): 1340 erwähnt und im Jahr 2015 zum schönsten Marktplatz Sloweniens gewählt[4]
- Archäologischer Park Rifnik: oberhalb der Stadt an der Stelle vorgeschichtlicher und spätantiker Siedlungen
- Kirchen: Pfarrkirche St. Georg, St. Martin in Ponikva, Kirche »Sieben Schmerzen Mariens« in Botričnica, St. Oswald in Uniše bei Ponikva[6]
- See von Slivnica
- Resevna-Hügelgebiet[7]